# Johannes Bartuschat
Johannes Bartuschat (* 1966 in Heidelberg) ist ein deutscher Romanist.
Johannes Bartuschat ist Professor für Italienische Literatur am Romanischen Seminar der Universität Zürich. Er ist bekannt durch seine Werke über italienische Renaissance-Literatur.

## Herausgeber
- Giovanni Andrea Scartazzini, Scritti danteschi, eds. Michelangelo Picone – Johannes Bartuschat, Locarno, Dadò, 1997.
- Studi sul canone letterario del Trecento, eds. Luciano Rossi – Johannes Bartuschat, Ravenna, Longo, 2003.
- Pétrarque et le pétrarquisme (= Cahiers d’études italiennes 4), eds. Maria C. Panzera – Johannes Bartuschat, Grenoble, ELLUG, 2005 (online: https://cei.revues.org/607)
- La nouvelle italienne du Moyen Age à la Renaissance (= Cahiers d’études italiennes 6), ed. Johannes Bartuschat, Grenoble, ELLUG, 2007. (online: https://cei.revues.org/835)
- Boccace à la Renaissance: lectures, traductions, influences en Italie et en France (= Cahiers d’études italiennes 8), ed. Johannes Bartuschat, Grenoble, ELLUG, 2008 (online: https://cei.revues.org/837)
- «Le opere minori di Dante in prospettiva della Commedia» (= Letture Classensi, 38), ciclo a cura di Michelangelo Picone, volume a cura di Johannes Bartuschat, Ravenna, Longo, 2009.
- Formes et fonctions de la parodie dans les littératures médiévales, eds. Johannes Bartuschat e Carmen de Cardelle, Firenze, SISMEL Edizioni del Galluzzo, 2013.
- Il «Convivio» di Dante, eds. Johannes Bartuschat – Andrea A. Robiglio, Ravenna, Longo, 2015.
- Reto R. Bezzola, Studi danteschi, eds. Martina Albertini – Johannes Bartuschat, Locarno, Dadò, 2015.
- Dante e l'esilio (= Letture Classensi 44), ed. Johannes Bartuschat, Ravenna, Longo, 2015.
- L’esilio di Dante nella letteratura moderna e contemporanea (= Letture Classensi 45), ed. Johannes Bartuschat, Ravenna, Longo, 2016.
- Carlo Magno in Italia e la fortuna dei libri di cavalleria, eds. Johannes Bartuschat – Franca Strologo, Ravenna, Longo, 2016.
- Dante in Svizzera / Dante in der Schweiz, a cura di Johannes Bartuschat / Stefano Prandi, Ravenna, Longo, 2018.
- Archäologie der Spezialeffekte, hg. von Nicola Gess, Johannes Bartuschat, Hugues Marchal, Mireille Schnyder, Paderborn, Wilhelm Fink Verlag, 2017.
- Staunen als Grenzphänomen, hg. von Nicola Gess, Johannes Bartuschat, Hugues Marchal, Mireille Schnyder, Paderborn, Wilhelm Fink Verlag, 2017.
- Agostino, agostiniani e agostinismi nel Trecento italiano, a cura di Johannes Bartuschat, Elisa Brilli, Delphine Carron, Ravenna, Longo, 2018.
- La Tradition européenne du sonnet, études réunies par Patrick Labarthe et Johannes Bartuschat, Genève, Slatkine, 2019.
- Poetiken des Staunens: narratologische und dichtungstheoretische Perspektiven, hg. von Nicola Gess, Johannes Bartuschat, Hugues Marchal, Mireille Schnyder, Paderborn, Wilhelm Fink Verlag, 2019.
- The Dominicans and the Making of Florentine Cultural Identity (13th-14th centuries) / I domenicani e la costruzione dell'identità culturale fiorentina (XIII-XIV secolo), a cura di Johannes Bartuschat, Elisa Brilli, Delphine Carron, Firenze, Firenze University Press, 2020(online: https://fupress.com/archivio/pdf/4131_24789.pdf).